# Handball-Oberliga Hamburg/Schleswig-Holstein 2016/17
Die Handball-Oberliga Hamburg/Schleswig-Holstein 2016/17 wurde unter dem Dach der Handballverbände Hamburg und Schleswig-Holstein organisiert. Sie ist die höchste Spielklasse des Verbundes und wird hinter der 3. Liga als vierthöchste Spielklasse im deutschen Ligensystem eingestuft.

## Saisonverlauf
Die Handball-Oberliga Hamburg – Schleswig-Holstein 2016/17 war die sechste Ausspielung der Handball-Ligasaison.

### Modus
Es wurde eine Hin- und Rückrunde gespielt. Nach Abschluss der daraus resultierenden Spieltage stieg der Meister in die 3. Liga auf, während die letzten drei Mannschaften in die Ligen der Landesverbände absteigen mussten. Der Modus war für Männer und Frauen gleich.

## Teilnehmer
Nicht mehr dabei waren die Auf- und Absteiger der Vorsaison. Neu hinzukamen die Absteiger (A) der 3. Liga und Aufsteiger (N) aus den Verbandsligen.

### Abschlussplatzierungen
| Männer  1. HG Hamburg-Barmbek - 2. HSG Neustadt/Grömitz (N) - 3. THW Kiel II - 4. SG WIFT Neumünster - 5. FC St. Pauli - 6. TSV Hürup - 7. HSG Schülp/W./Rendsburg (N) - 8. MTV Herzhorn - 9. SG Hamburg-Nord - 10 Preetzer TSV - 11 VfL Bad Schwartau II  12 TuS Esingen  13. TV Fischbek  14 HT Norderstedt | Frauen  1. TSV Wattenbek - 2. AMTV Hamburg - 3. SC Alstertal-Langenhorn - 4. SG Todesfelde/Leezen - 5. TSV Ellerbek - 6. TSV Altenholz - 7. Bredstedter TSV - 8. ATSV Stockelsdorf - 9. HG Owschlag/Kropp/Tet. II - 10 FC St. Pauli - 11 MTV Herzhorn (N)  12 SG Wilhelmsburg (N)  13 VfL Bad Schwartau (N)  14 HT Norderstedt (N) |

Handballverband Hamburg (HHV)

Handballverband Schleswig-Holstein

(A) = Absteiger aus der 3. Liga (N) = neu in der Liga (R) = Rückzug (M) = Meister / Titelverteidiger
  Meister und Aufsteiger zur 3. Liga 2017/18
- Für die Oberliga 2017/18 qualifiziert